# Metropolitní oblast Valle de México

mapa metropolitní oblasti (zástavba tmavě šedou barvou)

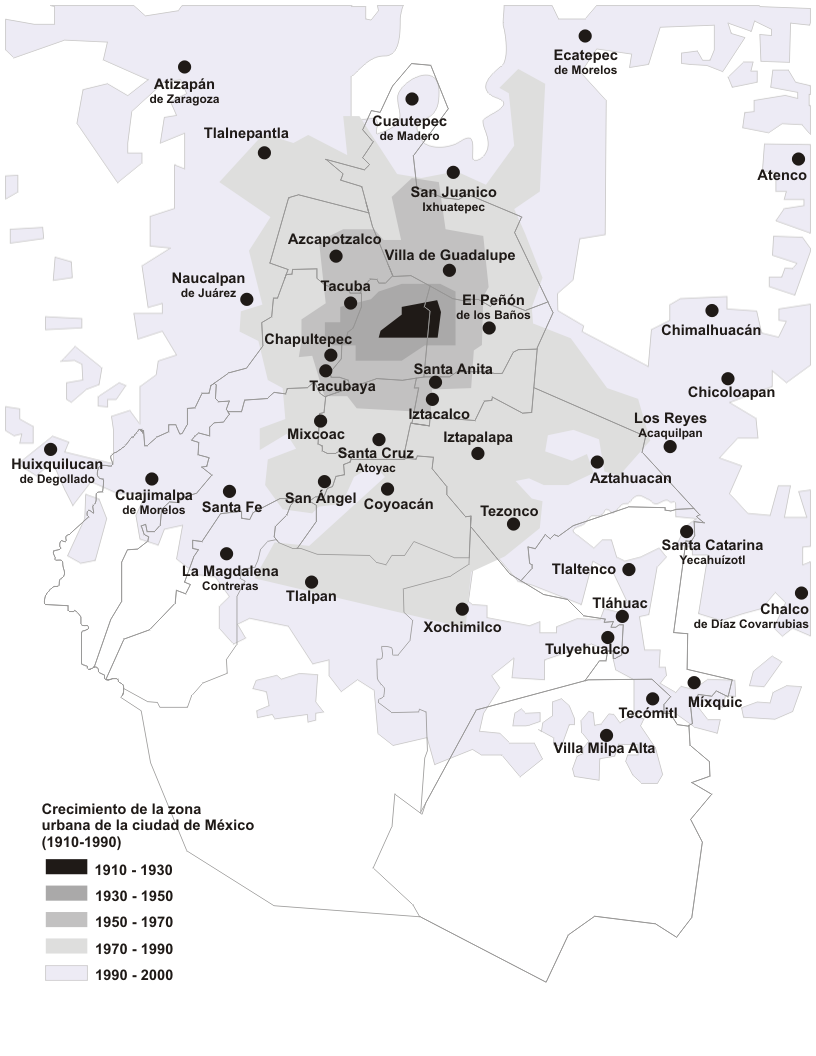
Urbanistický rozvoj Ciudad de México během 20. století

mapa Mexického údolí v době příchodu Španělů (rok 1519)

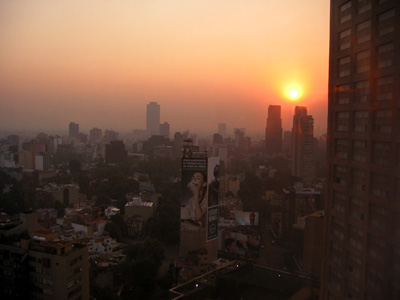
smogová situace

Metropolitní oblast Valle de México (česky „metropolitní oblast Mexického údolí“) je zdaleka největší sídelní celek v Mexiku a jedna z největších na americkém kontinentě. Rozprostírá se v Mexickém údolí v krajině zaniklých vysušených jezer (Texcoco, Chalco, Xochimilco, Zumpango a Xaltocan), která byla obývána již v předkolumbovském období (např. Teotihuacán a Tenochtitlán). Kromě samotného Ciudad de México zasahuje metropolitní oblast do států México a Hidalgo. Dle výsledků sčítání obyvatelstva zde v roce 2020 žilo více než 21,8 miliónů osob.

## Geografické vymezení metropolitní oblasti
Metropolitní oblast sestává z 16 městských částí Ciudad de México, 59 obcí ve státě México a jedné obce v Hidalgo (Tizayuca). Celková rozloha metropolitní oblasti je 7 867 km² a hustota zalidnění 2 775 obyv./km².
Následující tabulka zahrnuje seznam obcí tvořících metropolitní oblast, počet obyvatel v roce 2020, jejich rozlohu. Městské části Ciudad de México jsou zapsány kurzívou a označeny písmeny.
|    | obec (municipio)            | populace (2020) | rozloha   |
| -- | --------------------------- | --------------- | --------- |
| A  | Azcapotzalco                | 432 205 osob    | 34 km²    |
| B  | Coyoacán                    | 614 447 osob    | 54 km²    |
| C  | Cuajimalpa de Morelos       | 217 686 osob    | 71 km²    |
| D  | Gustavo A. Madero           | 1 173 351 osob  | 88 km²    |
| E  | Iztacalco                   | 404 695 osob    | 23 km²    |
| F  | Iztapalapa                  | 1 835 486 osob  | 113 km²   |
| G  | La Magdalena Contreras      | 247 622 osob    | 64 km²    |
| H  | Milpa Alta                  | 152 685 osob    | 288 km²   |
| I  | Álvaro Obregón              | 759 137 osob    | 96 km²    |
| J  | Tláhuac                     | 392 313 osob    | 86 km²    |
| K  | Tlalpan                     | 699 928 osob    | 312 km²   |
| L  | Xochimilco                  | 442 178 osob    | 118 km²   |
| M  | Benito Juárez               | 434 153 osob    | 27 km²    |
| N  | Cuauhtémoc                  | 545 884 osob    | 33 km²    |
| O  | Miguel Hidalgo              | 414 470 osob    | 46 km²    |
| P  | Venustiano Carranza         | 443 704 osob    | 34 km²    |
| 01 | Tizayuca                    | 168 302 osob    | 77 km²    |
| 02 | Acolman                     | 171 507 osob    | 87 km²    |
| 03 | Amecameca                   | 53 441 osob     | 176 km²   |
| 04 | Apaxco                      | 31 898 osob     | 76 km²    |
| 05 | Atenco                      | 75 489 osob     | 88 km²    |
| 06 | Atizapán de Zaragoza        | 523 674 osob    | 93 km²    |
| 07 | Atlautla                    | 31 900 osob     | 168 km²   |
| 08 | Axapusco                    | 29 128 osob     | 287 km²   |
| 09 | Ayapango                    | 10 053 osob     | 51 km²    |
| 10 | Coacalco de Berriozábal     | 293 444 osob    | 35 km²    |
| 11 | Cocotitlán                  | 15 107 osob     | 15 km²    |
| 12 | Coyotepec                   | 40 885 osob     | 40 km²    |
| 13 | Cuautitlán                  | 178 847 osob    | 41 km²    |
| 14 | Chalco                      | 400 057 osob    | 225 km²   |
| 15 | Chiautla                    | 30 045 osob     | 20 km²    |
| 16 | Chicoloapan                 | 200 750 osob    | 42 km²    |
| 17 | Chiconcuac                  | 27 692 osob     | 7 km²     |
| 18 | Chimalhuacán                | 705 193 osob    | 54 km²    |
| 19 | Ecatepec de Morelos         | 1 645 352 osob  | 156 km²   |
| 20 | Ecatzingo                   | 10 827 osob     | 53 km²    |
| 21 | Huehuetoca                  | 163 244 osob    | 120 km²   |
| 22 | Hueypoxtla                  | 46 757 osob     | 235 km²   |
| 23 | Huixquilucan                | 284 965 osob    | 141 km²   |
| 24 | Isidro Fabela               | 11 929 osob     | 80 km²    |
| 25 | Ixtapaluca                  | 542 211 osob    | 324 km²   |
| 26 | Jaltenco                    | 28 217 osob     | 5 km²     |
| 27 | Jilotzingo                  | 19 877 osob     | 116 km²   |
| 28 | Juchitepec                  | 27 116 osob     | 132 km²   |
| 29 | Melchor Ocampo              | 61 220 osob     | 14 km²    |
| 30 | Naucalpan de Juárez         | 834 434 osob    | 158 km²   |
| 31 | Nezahualcóyotl              | 1 077 208 osob  | 63 km²    |
| 32 | Nextlalpan                  | 57 082 osob     | 61 km²    |
| 33 | Nicolás Romero              | 430 601 osob    | 233 km²   |
| 34 | Nopaltepec                  | 10 351 osob     | 83 km²    |
| 35 | Otumba                      | 36 331 osob     | 142 km²   |
| 36 | Ozumba                      | 30 785 osob     | 48 km²    |
| 37 | Papalotla                   | 4 862 osob      | 3 km²     |
| 38 | La Paz                      | 304 088 osob    | 37 km²    |
| 39 | San Martín de las Pirámides | 29 182 osob     | 70 km²    |
| 40 | Tecámac                     | 547 503 osob    | 157 km²   |
| 41 | Temamatla                   | 14 130 osob     | 29 km²    |
| 42 | Temascalapa                 | 43 593 osob     | 165 km²   |
| 43 | Tenango del Aire            | 11 359 osob     | 38 km²    |
| 44 | Teoloyucan                  | 65 459 osob     | 31 km²    |
| 45 | Teotihaucán                 | 58 507 osob     | 83 km²    |
| 46 | Tepetlaoxtoc                | 32 564 osob     | 179 km²   |
| 47 | Tepetlixpa                  | 20 500 osob     | 43 km²    |
| 48 | Tepotzotlán                 | 13 096 osob     | 207 km²   |
| 49 | Tequixquiac                 | 39 489 osob     | 122 km²   |
| 50 | Texcoco                     | 277 562 osob    | 428 km²   |
| 51 | Tezoyuca                    | 47 044 osob     | 17 km²    |
| 52 | Tlalmanalco                 | 49 196 osob     | 160 km²   |
| 53 | Tlalnepantla de Baz         | 672 202 osob    | 80 km²    |
| 54 | Tultepec                    | 157 645 osob    | 16 km²    |
| 55 | Tultitlán                   | 516 341 osob    | 71 km²    |
| 56 | Villa del Carbón            | 51 498 osob     | 303 km²   |
| 57 | Zumpango                    | 280 455 osob    | 224 km²   |
| 58 | Cuautitlán Izcalli          | 555 163 osob    | 110 km²   |
| 59 | Valle de Chalco Solidaridad | 391 731 osob    | 47 km²    |
| 60 | Tonanitla                   | 14 883 osob     | 9 km²     |
|    | Metropolitní oblast CELKEM  | 21 828 944 osob | 7 866 km² |